# إذاعة الشمس
إذاعة الشمس (بالانجليزية: Ashams Radio)، هي إذاعة عربية مستقلة مقرها في مدينة الناصرة، أُطْلِقَتْ في 25 تموز 2003 ومستمرة حتى اليوم. وتبث على الموجات 98.1 و101 اف ام، وعبر المنصات الرقمية.
تتبع الإذاعة لمجموعة كرًّام، وتدير نظامًا إخباريًّا مستقلًّا يبث 18 نشرة إخبارية يومية، يبلغ عدد طاقمها أكثر من 100 صحافي/ة ومراسل/ة ومهني بمختلف المجالات، ويضم جدول البث برامج حوارية، ترفيهية واقتصادية ورياضية.
حصلت الإذاعة في العام 2007 على مقعد ثابت في المجلس الاعلى للصحافة في اسرائيل، وحتى العام 2020 كانت الإذاعة المستقلة الوحيدة بملكية عربية التي تخدم المواطنين الفلسطينين في إسرائيل. في العام 2023 تجاوزت نسبة متابعيها حسب التقرير الرسمي لسلطة البث الإسرائيلية 61% من الجمهور.
في العام 2014 التمس مركز عدالة بالتعاون مع مركز إعلام للمحكمة العليا ضد قرار السلطة الثانية للراديو والتلفزيون في إسرائيل بوقف بث راديو الشمس خلال يوم الغفران لدى الشعب اليهودي. وجاء في الالتماس أن فرض وقف بث الراديو يمس بجملة من الحقوق لمالكي الراديو ولجمهور المستمعين ويعتبر فرض أيام عطلة على المجتمع العربي في أعياد الشعب اليهودي وهو أمر مخالف للقانون وقد أصدر المحكمة أمرًا احترازيًا سمحت بموجبه للراديو بالاستمرار بالبث خلال يوم الغفران لذلك العام، على أن تبت في الموضوع المبدئي في وقت لاحق.
أصدر المعهد الاسرائيلي للديمقراطية في العام 2015، كتاب "إذاعة الشمس، على خط التماس بين الأنظمة، السياسة والاقتصاد" وهو كتاب يبحث الحالة الاستثنائية للاذاعة في الاعلام الإسرائيلي، مضامينها سياستها وعلاقتها بالدولة.

## وصلات خارجية
الموقع الرسمي
- الموقع الرسمي